# 미쓰카와촌 (아이치현)
미쓰카와촌(三ツ川村)은 아이치현 헤키카이군에 설치되었던 촌이다. 현재의 안조시에 해당한다.